# Brian Littrell
Brian Thomas Littrell (Lexington, Kentucky, 20 de fevereiro de 1975) é um cantor e compositor estadunidense, mais conhecido como membro do grupo Backstreet Boys. Em 2006, lançou seu primeiro álbum solo intitulado Welcome Home de música cristã contemporânea. Littrell é pai do cantor country adolescente Baylee Littrell.

## Biografia e carreira

### 1975–1992: Infância e adolescência
Brian Thomas Littrell nasceu em Lexington, no estado de Kentucky, Estados Unidos, em 20 de fevereiro de 1975, como o filho mais novo de Harold Baker Littrell II e Jacqueline Littrell (nascida Fox), uma secretária. Ele possui um irmão mais velho chamado Harold Littrell III. Quando nasceu, Littrell possuía uma doença cardíaca congênita, tornando-o suscetível a infecções. Aos 5 anos, ele ficou internado por dois meses devido a uma infecção bacteriana e aos 6, recebeu o diagnóstico de possuir sopro cardíaco. Devido a sua hospitalização, Littrell foi retido na escola e teve que repetir a primeira série.
Durante o período, Littrell que crescia em uma família de religião cristã pertencente a igreja batista, também se interessou por música, aos 7 anos, ele cantou seu primeiro solo na igreja que frequentava com a família e foi eleito o presidente do coral juvenil do local por um ano. Além disso, enquanto crescia, Littrell era extremamente habilidoso em esportes e jogou em duas ligas de beisebol e softbol de âmbito juvenil. Aos 15 anos, ele tinha aspirações de se tornar um jogador de basquete, entretanto, devido sua altura de 170 cm, raramente era selecionado para torneios no ensino médio.
Em 1991, aos 16 anos, devido a uma sugestão de seu professor de canto, de que ele poderia ganhar dinheiro cantando em eventos sociais, Littrell começou a cantar em casamentos. Ele também se apresentou em peças escolares, incluindo uma produção de Grease, e trabalhou na cadeia de fast food Long John Silver's.

### 1993–2003: Início com o Backstreet Boys e cirurgia cardíaca
Em abril de 1993, quando Littrell possuía planos de adquirir uma bolsa de estudos e se tornar um ministro de louvor, ele recebeu a ligação de seu primo Kevin Richardson, durante uma aula de história. Richardson que é primo de Littrell (o pai de Littrell e a mãe de Richardson são irmãos), o informou de uma audição para integrar a formação do quinto e último membro de um grupo masculino. Littrell voou para Orlando e foi bem sucedido em sua audição, sendo integrando no dia seguinte ao grupo nomeado como Backstreet Boys. Dessa forma, ele terminou o ensino médio por correspondência, se formando em 1994.
O Backstreet Boys passou a se apresentar em diversos locais pelos Estados Unidos, até obter um contrato de gravação pela Jive Records em 1994. No ano seguinte, o lançamento do primeiro single do grupo obteve um desempenho mediano em seu país, diferentemente ao obtido na Europa, levando o grupo a focar-se seus esforços neste último. O quinteto lançou dois álbuns de estúdio, Backstreet Boys (1996) e Backstreet's Back (1997), acompanhados de respectivas turnês musicais, levando o grupo a obter uma crescente popularidade, que se estendeu aos Estados Unidos com o lançamento de seu álbum de estreia no país. Em 1997, Littrell foi fundamental para instaurar uma ação contra o criador do grupo, Lou Pearlman, alegando que Pearlman não estava sendo correto sobre os ganhos do grupo. Os colegas de grupo McLean, Richardson e Dorough entraram na ação que resultou em diversos acordos, cujos detalhes não foram divulgados.
Em novembro do mesmo ano, médicos descobriram que o problema cardíaco de Littrell havia se expandido consideravelmente, levando seu coração a estar três vezes maior que o normal, sendo necessário uma cirurgia. Em 8 de maio de 1998, a cirurgia cardíaca foi realizada com êxito e a  turnê que ele realizava com os membros do Backstreet Boys, foi retomada em 8 de julho, contendo tanques de oxigênio nas laterais do palco. No ano seguinte, Littrell continuou a realizar as atividades promocionais do Backstreet Boys, que incluiu o lançamento de Millenium (1999), terceiro álbum de estúdio do quinteto e uma turnê acompanhante. Em 2000, ele foi eleito pela revista Teen People como uma das 25 pessoas mais quentes com menos de 25 anos e no ano seguinte, embarcou na turnê mundial que acompanhou o lançamento do quarto álbum do grupo intitulado Black & Blue (2001). Após o lançamento de seu primeiro álbum de grandes êxitos, The Hits: Chapter One em outubro de 2001, o grupo realizou uma pausa em suas atividades promocionais.

### 2004–presente:Welcome Homee reconhecimento na música cristã

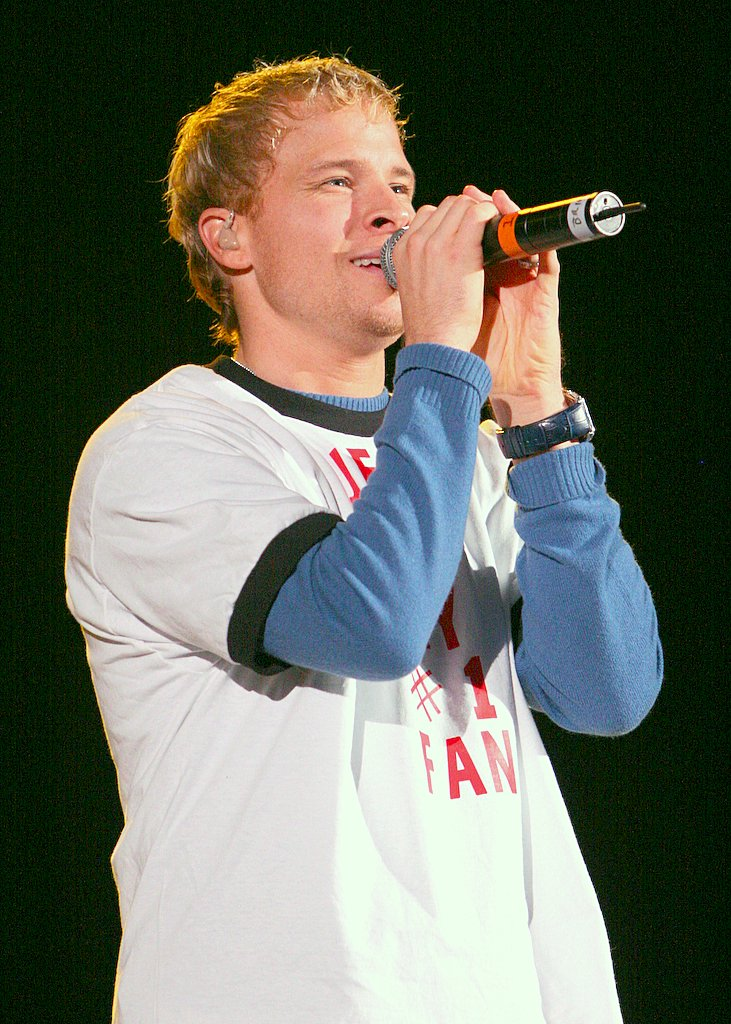
Littrell no evento Jingle Bell Bash em dezembro de 2005

Em 2004, Littrell assinou um contrato com a gravadora cristã Reunion Records a fim de lançar seu material solo com foco no gênero, distanciando-se do material produzido pelo Backstreet Boys, porém adicionando a música pop a música cristã. Além disso, retornou ao estúdio de gravação para a produção do quinto álbum de estúdio do Backstreet Boys, Never Gone, lançado no ano seguinte. Em 2 de fevereiro de 2005, sob a Reunion Records, lançou o single "In Christ Alone", que atingiu a posição de número 23 pelas paradas Billboard Christian Songs e Billboard Christian Airplay e mais tarde integrou a coletânea de música cristã WOW #1s (2005). Em 5 de abril de 2006, "In Christ Alone" venceu o prêmio de Canção do Ano na categoria de Gravação Inspiração pelo GMA Dove Awards. Posteriormente, em 20 de abril, Littrell lançou o single "Welcome Home (You)" , que atingiu pico de número dois pela parada Billboard Christian Adult Contemporary e de número quatro pela Billboard Christian Songs.
Em 1 de maio de 2006, Littrell lançou seu primeiro álbum de estúdio de nome Welcome Home, o qual se posicionou no top 3 da Billboard Christian Albums, além de fazer entradas na Billboard 200 com pico de número 74, e na parada japonesa Oricon Albums Chart em número 19. As faixas "Wish" e "Over My Head", também tornaram-se mais tarde, singles do álbum. Em março de 2007, Littrell integrou com duas canções a coletânea de música cristã Glory Revealed: The Word of God In Worship, no ano seguinte a canção "By His Wounds", uma parceria entre ele e os cantores Steven Curtis Chapman, Mac Powell e Mark Hall, venceu o prêmio de Canção do Ano na categoria de Gravação Inspiração pelo GMA Dove Awards.
Nos anos seguintes, Littrell dedicou-se as atividades promocionais do Backstreet Boys, em outubro de 2009, ele contraiu gripe Influenza tipo A, o que ocasionou no cancelamento de algumas datas da turnê This Is Us Tour e de atividades relacionadas ao lançamento do sétimo álbum de estúdio do grupo. Mais tarde, ele lançou dois extended plays (EPs) de temática natalina com sua família, chamados de Brian Littrell’s Family Christmas, em 6 de dezembro de 2010 e Christmas with the Littrells, em 6 de dezembro de 2011. Em 2013, Littrell e os outros membros do Backstreet Boys apareceram como versões ficcionais de si mesmos no filme de comédia This Is the End. Naquele mesmo ano, ocorreu o lançamento do oitavo álbum de estúdio do grupo In a World Like This e sua turnê mundial correspondente.
Em 2015, no documentário do grupo, Backstreet Boys: Show 'Em What You're Made Of, Littrell revelou seu diagnóstico de 2011 de disfonia e distonia de tensão vocal, o que o levou a ser auxiliado por terapia para ajudar a melhorar sua condição. Em abril do mesmo ano, ele foi introduzido juntamente com Richardson, ao Kentucky Music Hall of Fame.

## Filantropia
Durante as pausas do Backstreet Boys, Littrell já realizou diversas atividades em prol da caridade. Ele se juntou a outras celebridades em uma turnê anual da NBA, onde jogava basquete antes das partidas. Além disso, ele também jogou jogos de beisebol para a caridade. Após a sua cirurgia cardíaca ocorrida em 1998, ele estabeleceu o Brian Littrell Healthy Heart Club, uma organização sem fins lucrativos de auxílio a crianças com problemas cardíacos por meio de ajuda médica, financeira e prática.

## Vida pessoal
Em 1997, Littrell conheceu a modelo e atriz Leighanne Wallace, que fazia figuração durante as gravações do vídeo musical de “As Long as You Love Me” de seu grupo Backstreet Boys. O casal iniciou um relacionamento que durou dois anos, quando Littrell a pediu em casamento em dezembro de 1999. Em 2 de setembro de 2000, eles se casaram em uma igreja de Atlanta. Em 26 de novembro de 2002, nasceu o filho único do casal, Baylee Thomas Wylee Littrell, que tornou-se um cantor de música country e lançou seu álbum de estreia 770 Country em novembro de 2019.
Littrell se autodescreve como um artista cristão, que atribui seu êxito a deus. Ele também é orientado politicamente a direita e causou controvérsia em janeiro de 2021, ao divulgar que poderia ser encontrado em uma plataforma de mídia digital de direita.

## Discografia

### Álbuns
- Welcome Home (2006)

### Extended plays(EPs)
- Brian Littrell’s Family Christmas (2010)
- Christmas with the Littrells (2011)

### Singles
- "In Christ Alone" (2005)
- "Welcome Home (You)"	(2006)
- "Wish" (2006)
- "Over My Head" (2007)
- "By His Wounds" (com Mac Powell, Mark Hall e Steven Curtis Chapman) (2007)

## Filmografia

### Filmes
| Ano  | Título      | Papel                  | Notas |
| ---- | ----------- | ---------------------- | ----- |
| 2000 | Olive Juice | Motorista de carruagem |       |
| 2000 | Megalodon   | Trabalhador            |       |

### Televisão
| Ano  | Emissora | Título              | Papel     | Notas |
| ---- | -------- | ------------------- | --------- | ----- |
| 2014 | VH1      | I Heart Nick Carter | Ele mesmo |       |